# Ludmila Bubeníková
Ludmila Bubeníková (* 24. února 1955 Pustá Polom) je česká politička, v letech 2010 až 2013 poslankyně Poslanecké sněmovny PČR, v letech 2002 až 2018 starostka obce Velká Polom, členka hnutí STAN.

## Vzdělání, profese a rodina
V letech 1970–1974 vystudovala gymnázium v Bílovci, po maturitě nastoupila na Obchodní fakultu Vysoké školy ekonomické v Bratislavě, kde v roce 1978 obdržela titul inženýrky. Do roku 1993 působila v řídících pozicích státních podniků a později soukromých firem. Od roku 1993 se živí jako OSVČ v oborech zprostředkování obchodu a služeb, velkoobchod a maloobchod. Je vdaná, má dvě děti.

## Politická kariéra
V roce 1994 vstoupila do KDU-ČSL, ze které vystoupila v roce 2002. Od roku 1994 zasedá v zastupitelstvu obce Velká Polom, kde od roku 2002 vykonává funkci starostky. V roce 2009 začala spolupracovat s hnutím „STAROSTOVÉ A NEZÁVISLÍ“, ve kterém působí jako předsedkyně krajské organizace v Moravskoslezském kraji. Ve volbách 2010 byla zvolena do dolní komory českého parlamentu.
Ve volbách do Evropského parlamentu v roce 2014 kandidovala z pozice členky STAN na 21. místě kandidátky TOP 09 a STAN, ale neuspěla. Ve volbách do Poslanecké sněmovny PČR v roce 2017 byla lídryní kandidátky hnutí STAN v Moravskoslezském kraji, ale neuspěla.
V komunálních volbách v roce 2018 opět obhájila post zastupitelky obce Velká Polom, když vedla jako členka hnutí STAN kandidátku subjektu "Naše Velká Polom" (tj. hnutí STAN a nezávislí kandidáti). Novou starostkou obce se však na konci října 2018 stala Kateřina Honajzrová. Do zastupitelstva byla za hnutí STAN v rámci kandidátky „NAŠE VELKÁ POLOM“ zvolena i ve volbách v roce 2022.